# Carlos Ventura
Carlos Eduardo Ventura Soriano (Los Mina, Santo Domingo Este; 27 de agosto de 1997) conocido como Carlos Ventura, es un futbolista profesional dominicano que se desempeña en el terreno de juego en la posición de delantero y su equipo actual es el Cibao FC de la Liga Dominicana de Fútbol.

## Trayectoria
En 2021 se incorporó a las filas del Cibao FC de la Liga Dominicana de Fútbol.
En diciembre de 2023 se anunciaría su fichaje por el Club Deportivo Oriente Petrolero de la Primera División de Bolivia,  club en el que permanecería hasta julio de 2024.

## Selección nacional
Es internacional absoluto con la selección de fútbol de República Dominicana, con la que debutó en marzo de 2021.

## Clubes
| Club                 | País                 | Año         |
| -------------------- | -------------------- | ----------- |
| Hércules Promesas    | España               | 2018 - 2019 |
| UD Horadada          | España               | 2019 - 2020 |
| Callosa Deportiva CF | España               | 2020 - 2021 |
| Cibao FC             | República Dominicana | 2021        |
| Mazarrón FC          | España               | 2021 - 2022 |
| Cibao FC             | República Dominicana | 2022 - 2023 |
| Oriente Petrolero    | Bolivia              | 2023 - 2024 |
| Al Naser SC          | Kuwait               | 2024        |
| Cibao FC             | República Dominicana | 2025 -      |

## Palmarés

### Títulos nacionales
| Título                          | Club     | Año  |
| ------------------------------- | -------- | ---- |
| Liga Dominicana de Fútbol       | Cibao FC | 2021 |
| Liga Dominicana de Fútbol       | Cibao FC | 2022 |
| Liga Dominicana de Fútbol       | Cibao FC | 2023 |
| Copa de la República Dominicana | Cibao FC | 2025 |